# أكوريس

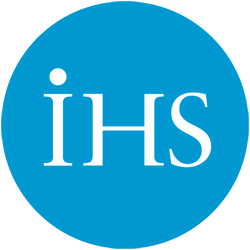

أكوريس هي شركة تقدم خدمات المعلومات.

## تاريخها
آي إتش إس
تأسست شركة خدمات معالجة المعلومات (آي إتش إس) "في عام 1959 كشركة خدمات معالجة المعلومات لتوفير المعلومات لمهندسي الفضاء من خلال قواعد بيانات الميكروفيلم".
وقد نمت لاحقًا لتشمل شركات أخرى في قطاع خدمات المعلومات مثل شركاء أبحاث الطاقة في كامبريدج ورؤى عالمية وخدمات جاينز المعلوماتية وشركة برايم للنشر المحدودة وجون س. هيرولد، المحدودة.
في عام 2008، استحوذت شركة آي إتش إس على شركة فيربلاي، وهي شركة تقوم بتعيين أرقام تعريف المنظمة البحرية الدولية للسفن والشركات والمالكين المسجلين.
في عام 2016، اندمجت شركة آي إتش إس التي يقع مقرها في إنجلوود بولاية كولورادو مع شركة ماركيت التي يقع مقرها في لندن. كان جيري ستيد الرئيس التنفيذي لشركة آي إتش إس. قبل الاندماج من عام 2006 إلى عام 2013 ومن عام 2015 حتى الاندماج مع ماركيت.
ماركيت
تأسست شركة ماركيت في عام 2003 باسم شركاء مارك إت، وهي شركة تقدم بيانات مالية لتسعير مقايضة الائتمان الافتراضية اليومية. نمت الشركة من خلال المشاريع المشتركة ومن خلال الاستحواذ على شركات أخرى، ثم اندمجت مع آي إتش إس في عام 2016.
ستاندرد آند بورز العالمية
في 30 نوفمبر 2020، أصدرت إس أند بي جلوبال وآي إتش إس ماركيت معلومات حول صفقة نهائية لجميع الأسهم مقابل حوالي 44 مليار دولار، وهي صفقة ستكون الأكبر على مستوى العالم هذا العام، وفقًا لبيانات ديلوجيك. في 9 سبتمبر 2021، أعلنت جلوبال داتا عن شرائها لمجموعة بيانات التسعير والسداد من آي إتش إس ماركيت. في ديسمبر 2021، أعلنت آي إتش إس ماركيت عن نيتها بيع المواد الكيميائية الأساسية إلى نيوز كورب مقابل 295 مليون دولار كجزء من جهد لتخفيف المخاوف بشأن التأثيرات التنافسية. تم الانتهاء من عملية الشراء من قبل إس أند بي جلوبال في 28 فبراير 2022.

## استحواذات آي إتش إس ماركيت
- 10 أكتوبر 1996: اشترت مجموعة آي إتش إس شركة التنقيب عن النفط بتروكونسلتانتس عقب وفاة مؤسسها ورئيسها هاري واسال في نوفمبر 1995.[22][23] تبع هذا الاستحواذ لاحقًا في يناير 1998 استحواذ مجموعة آي إتش إس على شركة التنقيب عن النفط في أمريكا الشمالية معلومات البترول /شركة دويتس المحدودة.[22]
- 18 سبتمبر 2008: وافقت شركة آي إتش إس. على شراء منظمة التنبؤ الاقتصادي رؤى عالمية مقابل 200 مليون دولار.[24][25]
- 10 يونيو 2013: شركة آر إل بولك، وهي شركة تقدم بيانات صناعة السيارات بما في ذلك شركة Carfax لتاريخ السيارات المستعملة، مقابل 1.4 مليار دولار.[26]
- 26 سبتمبر 2017: شركة ماستر مايند للسيارات، وهي شركة تقدم التحليلات التنبؤية وأتمتة التسويق لصناعة السيارات.[27]
- 26 سبتمبر 2017: مستشارو الاقتصاد الكلي، وهي شركة أبحاث مستقلة تتنبأ بالاقتصاد الأمريكي.[28]
- 3 أغسطس 2018: إيبريو، مزود حلول البرمجيات والبيانات في أسواق رأس المال العالمية.[29][30]
- 10 أكتوبر 2019: نوفيشن أناليتيكس، وهي شركة متخصصة في تقديم حلول البرمجيات وتحليل البيانات والخدمات الاستشارية.[31][32]
- 2019: استحوذت على قسم الاستخبارات الزراعية التابع لشركة إنفورما في مقابل معظم قسم التكنولوجيا والإعلام والاتصالات التابع لشركة آي إتش إس ماركيت (بما في ذلك ملخص الشاشة).[33]
- 1 مايو 2020: شركة كاتينا تكنولوجيز المحدودة، وهي شركة عالمية لإعداد التقارير التجارية التنظيمية ومقرها سنغافورة.

أكوريس
في عام 2023، أعلنت شركة إس أند بي جلوبال أنها باعت قسم الهندسة التابع لها، بما في ذلك شركة آي إتش إس الأصلية، إلى شركة كولبرج كرافيس روبرتس. وأُعيدت تسمية الشركة إلى أكوريس.